# Dream Syndicate
Os Dream Syndicate foram uma banda norte-americana de rock alternativo, formada em Los Angeles, no ano de 1981, por Steve Wynn (voz e guitarra), Karl Precoda (guitarra), Dennis Duck (bateria) e Kendra Smith (baixo). A principal característa no estilo musical do grupo, é o seu marcado feedback, influenciado pelos Velvet Underground.

## História
Ao longo da sua carreira, a banda registou diversas alterações na sua formação: em 1984, Kendra Smith sai da banda, e entram Dave Provost (baixo) e Tom Zvoncheck (teclado). De novo, em 1988, a formação da banda é alterada, entrando Mark Walton (baixo) e Paul B. Cutler (guitarra).
Em 1989, o grupo lança o seu último álbum, Live at Raji's, e cada membro segue os seus trabalhos a solo. Wynn tem quatro álbuns gravados a solo; Smith juntou-se aos Opal (que daríam origem aos Mazzy Star; nos anos 1990, Precoda forma os The Last Days of May, uma banda de acid rock; Duck é o baterista de apoio de Wynn nos concertos ao vivo; e Walton faz parte dos Continental Drifters.
O último concerto dos Dream Syndicate foi gravado em DVD com o título Weathered and Torn.

## Discografia

### Álbuns
- The Days of Wine and Roses, (1982)
- Medicine Show, (1984)
- This Is Not the New Dream Syndicate Album......Live!, (1984)
- Out of the Grey, (1986)
- Ghost Stories, (1988)
- Live at Raji's, (1989)
- 3 1/2; The Lost Tapes 1985-1988, (1993)
- The Day Before Wine and Roses, (1995)
- The Complete Live at Raji's, (2004)

### EP
- Dream Syndicate,  (1982)
- Tell Me When It's Over